# Avenue Jean-Moulin (Saint-Denis)
Pour les articles homonymes, voir Avenue Jean-Moulin.
L'avenue Jean-Moulin est une voie de communication de Saint-Denis.

## Situation
Elle relie le centre-ville aux quartiers Nord-Est de la ville (Allende) et Pierrefitte-sur-Seine.
Le lycée Paul-Éluard est inauguré en présence de Louis Aragon en mai 1965. Son parvis est orné du Wagon, une ancien wagon de train Le Capitole, devenu lieu culturel.
En son milieu, à l'angle de la rue Guy-Môquet, se trouve la piscine La Baleine, ouverte en 1996 et rénovée en 2015.

## Moyens d'accès
L'avenue est desservie par le bus 255 via l'arrêt lycée Paul-Éluard.

## Origine du nom
Elle porte le nom du haut fonctionnaire et résistant Jean Moulin (1899-1943), arrêté et mort en captivité.
Au niveau des numéros 1 et 3 de l'avenue se trouve une stèle en mémoire de Jean Moulin où se déroule annuellement la commémoration de la Journée de la Résistance, le 27 mai jour de la première réunion du Conseil national de la Résistance en 1943.

## Bâtiments remarquables et lieux de mémoire
- Lycée Paul-Éluard
- Piscine La Baleine
- Commissariat de Saint-Denis
- Cimetière de Saint-Denis